# Małopolski Przełom Wisły
Małopolski Przełom Wisły (343.11) — mezoregion fizycznogeograficzny w środkowo-wschodniej Polsce, odpowiada dolinie Wisły na odcinku przełomowym przez pas Wyżyn Polskich. 

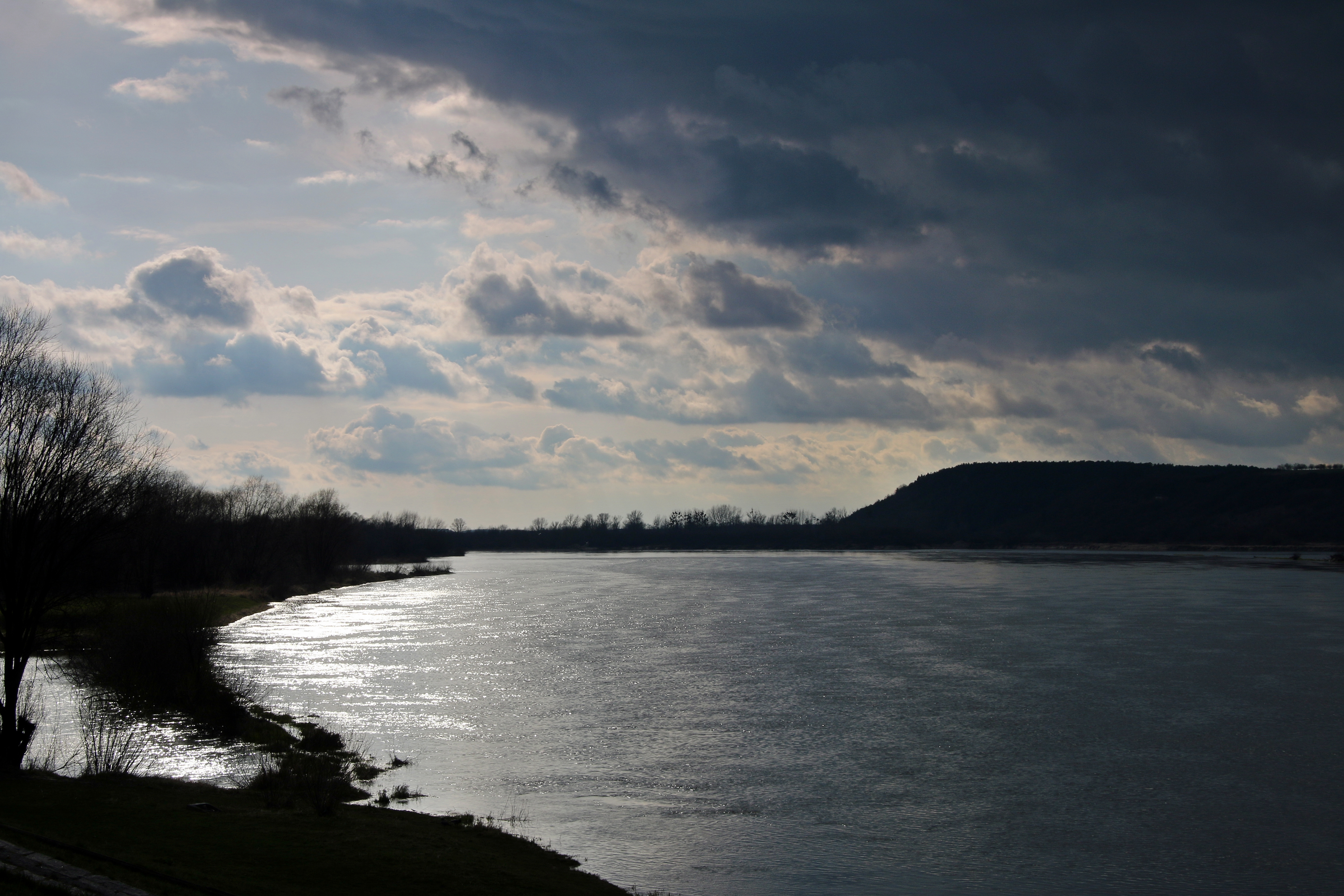
Małopolski Przełom Wisły w Kazimierzu Dolnym

Ciągnie się wzdłuż zachodniej krawędzi Wyżyny Lubelskiej, granicząc od zachodu z Wyżyną Sandomierską, Przedgórzem Iłżeckim i Równiną Radomską a od wschodu z Wysoczyzną Lubartowską, Równiną Bełżycką, Płaskowyżem Nałęczowskim, Kotliną Chodelską i Wzniesieniami Urzędowskimi. Region wywodzi się na południu z Niziny Nadwiślańskiej i przechodzi na północy w Dolinę Środkowej Wisły.
Region jest doliną, o czym świadczy jego wydłużony (ok. 70 km, na odcinku Zawichost-Puławy) i stosunkowo wąski (od 1,5 do 3 km) kształt. Zbocza doliny są strome, wznosząc się 60–70 m nad poziom rzeki. Dno doliny wysłane jest madami rzecznymi, w okresie wysokich stanów wody jest ono zalewane.
Małopolski Przełom Wisły jest gęsto zaludnionym regionem rolniczym. Głównymi ośrodkami miejskimi mezoregionu są Kazimierz Dolny i Annopol. Inne miejscowości na obszarze regionu to Józefów nad Wisłą, Bochotnica, Janowiec i Wilków.
Małopolski Przełom Wisły stanowi również obszar chroniony w postaci dwóch Obszarów Natura 2000:
- „Małopolski Przełom Wisły” Obszar Natura 2000 PLB 140006 – tworzy przełom od Józefowa nad Wisłą do Kazimierza Dolnego
- „Przełom Wisły w Małopolsce” Obszar Natura 2000 PLH 060045 – obejmuje fragment doliny Wisły od ujścia Sanny powyżej Annopola do miasta Puławy.

Ww. obszary są cenne ze względu na naturalny stan rzeki Wisły i uznanie za korytarz ekologiczny rangi europejskiej.